# 玉佛苑

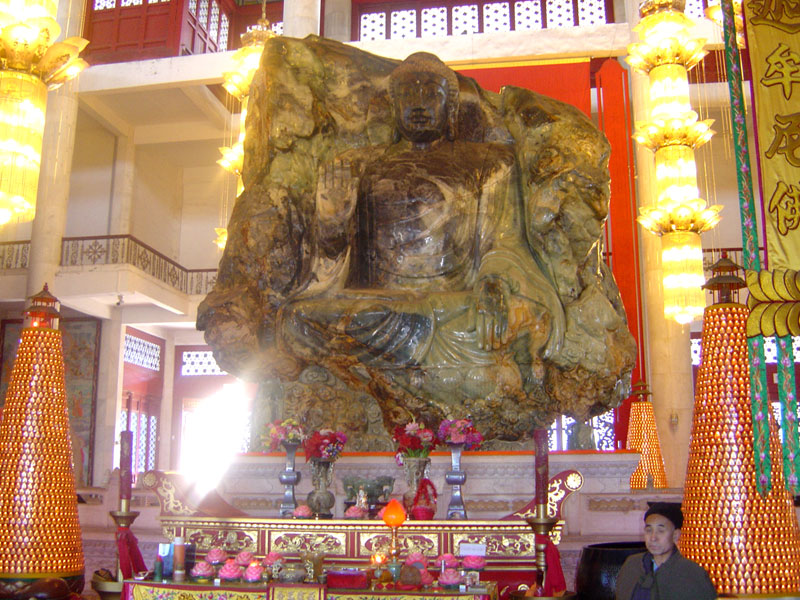
玉佛正面

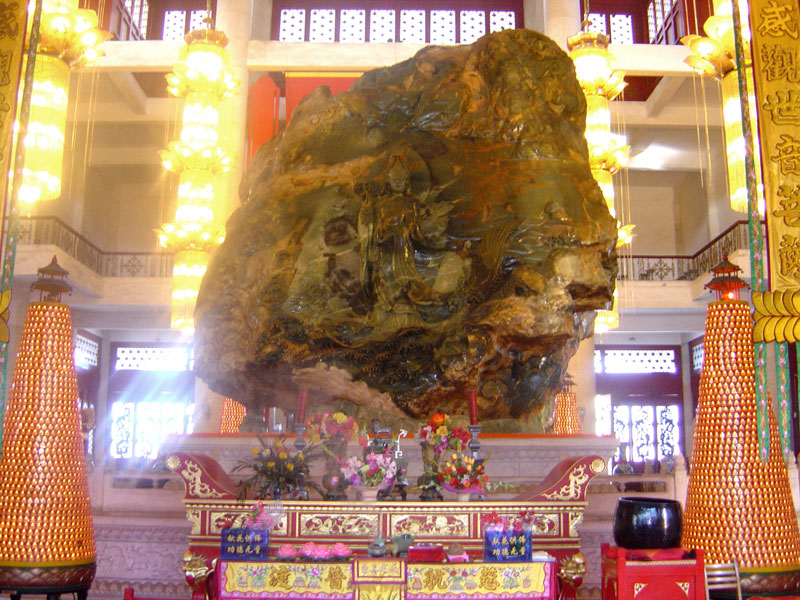
玉佛背面

玉佛寺，原名玉佛苑，位于辽宁省鞍山市玉佛山风景区，占地面积约为10万平方米。玉佛苑所在的玉佛山，是一处集自然风光和人文胜迹于一体的城市公园，登临山顶可俯瞰钢都美景。

## 概况
玉佛苑的朝向与大多数寺庙略有不同，它座东朝西沿玉佛山西麓依山而建，整个建筑群以玉佛阁为主体，由山门进入后依次分布着天王殿、钟楼、鼓楼、方丈楼、玉带桥、三洞式山门、长廊、配殿等建筑。作为主体建筑的玉佛阁，高33米，有佛教三十三天之意，宽66米，进深58米，采用双层重檐歇山式结构。玉佛阁内有世界最大的玉佛，它是由1960年发现于中国玉乡－鞍山岫岩县的高7.95米、宽6.88米、厚4.1米、重达260.76吨的“玉石王”雕刻而成，正面为释迦牟尼佛，背面为渡海观音菩萨。

## 历史
- 1996年9月3日落成。
- 2001年1月，玉佛苑晋升为首批中国国家4A级旅游景区。
- 2002年5月26日，世界最大玉佛、观音圣像实现开光。
- 2002年12月12日，玉佛被列入吉尼斯世界之最。
- 2002年8月18日，中国佛教协会副会长圣辉大和尚任玉佛寺首任方丈[2]。
- 2006年10月1日，扩建后的玉佛苑正式对外开放。
- 2015年8月17日，中国国家宗教局批准了鞍山玉佛苑更名为玉佛寺，并设立为佛教活动场所。
- 2015年8月23日，辽宁省宗教局批准了鞍山玉佛苑更名为玉佛寺，并设立为佛教活动场所。